# Escut de Navarrés
L'escut de Navarrés és un símbol representatiu oficial de Navarrés, municipi del País Valencià, a la comarca de la Canal de Navarrés. Té el següent blasonament:
| « | Escut truncat. Al primer, de gules, un castell d'argent desmantellat. Al segon, d'or, un bou passant de gules terrassat de sinople. Per timbre, una corona de marqués. | » |

## Història
L'escut es va aprovar per Decret núm. 3.361/1962, de 20 de desembre del Ministeri de la Governació, publicat al BOE núm. 306, de 22 de desembre de 1962.
S'hi representa l'antic castell islàmic enrunat, que després de la Conquesta seria la seu de la baronia –posteriorment marquesat– de Navarrés. A sota, les armories dels Borja, marquesos de Navarrés i senyors de la vila.
Actualment l'Ajuntament el representa adornat amb uns rams de llorer.